# Lucas Hernandez
Ne pas confondre avec le footballeur uruguayen Lucas Hernández Perdomo.
Pour les articles homonymes, voir Lucas Hernández et Hernández.
Lucas Hernandez (prononcé en français : [lukas ɛʁnɑ̃dɛz] ; prononcé en espagnol : [ˈlukas eɾˈnandeθ]), né le 14 février 1996 à Marseille, est un footballeur international français qui évolue au poste de défenseur central et de latéral gauche au Paris Saint-Germain.
Il commence sa carrière en Espagne et joue depuis ses années junior pour l'Atlético de Madrid, jusqu'à la saison 2018-2019. En juillet 2019, Lucas Hernandez s'engage avec le Bayern Munich avec qui il remporte dix titres deux quatre championnat et une Ligue des champions puis il rejoint le Paris Saint-Germain en 2023 avec qui il est champion de France à deux reprises et vainqueur d'une deuxième Ligue des champions, la première de l'histoire du club parisien.
Sélectionné en équipe de France depuis 2018, il remporte la coupe du monde 2018. Titulaire au poste d'arrière gauche, il délivre deux passes décisives lors de la phase à élimination directe, pour l'égalisation à 2-2 de Benjamin Pavard face à l'Argentine en huitièmes de finale (4-3), et pour le quatrième but français marqué par Kylian Mbappé en finale face à la Croatie (4-2). Il participe également à l'Euro 2020 et remporte la Ligue des nations en 2021 avant d'être finaliste de la Coupe du monde en 2022 malgré une blessure dès le premier match qui le prive du reste de la compétition.
Fils du footballeur Jean-François Hernandez, son frère cadet Théo Hernandez devient lui aussi international français à partir de septembre 2021. Le mois suivant, ils remportent la Ligue des nations de l'UEFA 2020-2021 ensemble.

## Biographie
Lucas Hernandez, né le 14 février 1996 à Marseille, est le fils de Jean-François Hernandez, ancien footballeur professionnel français d'origine espagnole né à Tours en 1969, et d'une mère française Laurence Py. En 2000, Lucas Hernandez déménage avec sa mère et son frère, Théo, en Espagne alors que son père joue dans le championnat espagnol. En 2003, son père disparaît sans laisser d'adresse. Lucas Hernandez n'a plus de contact avec son père depuis lors,,. Vivant en Espagne depuis l'âge de six ans avec sa mère et son frère Théo, Lucas Hernandez y fait ses études et commence sa carrière. Théo Hernandez, est également footballeur professionnel au poste d'arrière gauche après avoir été formé, lui aussi, à l'Atlético Madrid. Lucas Hernandez a tout de même gardé le contact avec le reste de sa famille qui vit en France.

### Carrière en club

#### Atlético de Madrid (2014-2019)
Lucas Hernandez dispute quatre matchs avec l'équipe première de l'Atlético de Madrid en 2014-2015. En 2015-2016, il ne fait pas partie des titulaires en début de saison et évolue alors avec l'Atlético de Madrid B ou en Youth League. Cette situation l'amène à solliciter un départ à mi-saison, ce qui n'est pas accepté par l'encadrement madrilène. À partir de février, les blessures successives de José María Giménez, Stefan Savić et Diego Godín amènent l'entraîneur Diego Simeone à donner du temps de jeu à Lucas Hernandez, qui découvre ainsi la Ligue des champions. Titulaire lors du quart de finale aller qui oppose l'Atlético de Madrid au FC Barcelone, il dispute également la finale perdue par son club aux tirs au but (5-3) en remplaçant à la 109e minute Filipe Luís.
En août 2016, son contrat est prolongé jusqu'en 2020, puis le 1er mai 2017 jusqu'en 2022.
Il remporte son premier trophée continental en gagnant la finale de la Ligue Europa en 2018 face à Marseille 3-0.
Après le titre mondial avec l'équipe de France, Lucas Hernandez se blesse (entorse du genou droit) lors d'un match de Liga face à Alavés, le 8 décembre 2018. Il revient en janvier, mais se blesse à nouveau (distension d'un ligament sur la face interne du genou droit). Il n'est pas présent avec l'équipe de France pour les deux premiers matches éliminatoires de l'Euro 2020 les 21 et 25 mars en Moldavie (4-1) et contre l'Islande (4-0).

#### Bayern Munich (2019-2023)
Le 27 mars 2019, Lucas Hernandez s'engage pour cinq ans avec le Bayern Munich, le transfert prenant effet le 1er juillet suivant. La transaction, qui avoisine les 80 millions d'euros, fait alors de lui le deuxième défenseur le plus cher de l'histoire derrière Virgil van Dijk. Harry Maguire étant entre-temps devenu le défenseur le plus cher.
Le 12 août 2019, le défenseur français participe à sa première rencontre sous le maillot du Bayern Munich en entrant en fin de match contre le FC Energie Cottbus en Coupe d'Allemagne (victoire 1-3).
Sa première saison est marquée par différentes blessures mais Lucas Hernández répond toujours présent lors des 25 matchs qu’il disputera. Le 23 août 2020, il remporte la Ligue des champions de l'UEFA avec le Bayern Munich face au Paris Saint-Germain.
Le 3 novembre 2020, Lucas Hernandez inscrit son premier but pour le Bayern lors d'une rencontre de Ligue des champions face au Red Bull Salzbourg. Son équipe s'impose largement par six buts à deux ce jour-là.

#### Paris Saint-Germain (depuis 2023)
Le 9 juillet 2023, Lucas Hernandez signe un contrat de cinq ans avec le Paris Saint-Germain où il conserve son numéro 21 fétiche. Le coût du transfert, est estimé à 40 millions d'euros. Régulièrement aligné par l'entraîneur Luis Enrique en tant qu'arrière gauche puis défenseur central, il est champion de France pour sa première saison. Le 1er mai 2024, il subit une rupture du ligament croisé antérieur du genou gauche à l'occasion du match aller de la demi-finale de la Ligue des champions disputé par le PSG sur le terrain du Borussia Dortmund. Cette nouvelle blessure grave, la deuxième de cette nature un an et demi après l'autre genou, met un terme à sa saison de club et le contraint au forfait pour l'Euro 2024 avec l'équipe de France. Son genou est opéré trois jours plus tard par le professeur Fink qui avait déjà réalisé la même opération sur l'autre genou en novembre 2022. Lucas Hernandez reprend l'entraînement collectif en novembre, « un peu en avance » sur les prévisions de récupération, et ambitionne alors de reprendre la compétition avant la fin de l'année, ce qui se concrétise lors de son entrée en jeu le 10 décembre à la 83eme minute de jeu, à l'occasion de la victoire du PSG sur le terrain du Red Bull Salzbourg (0-3) en Ligue des champions. 
Pour sa deuxième saison au club, il est à nouveau champion de France. Il perd sa place dans le onze type parisien dû aux blessures et à la concurrence de Willian Pacho mais entre en jeu lors de la victoire en finale de la Ligue des champions à Munich remporté cinq buts à zéro face à l’Inter de Milan.

### Carrière internationale

#### Sélections jeunes

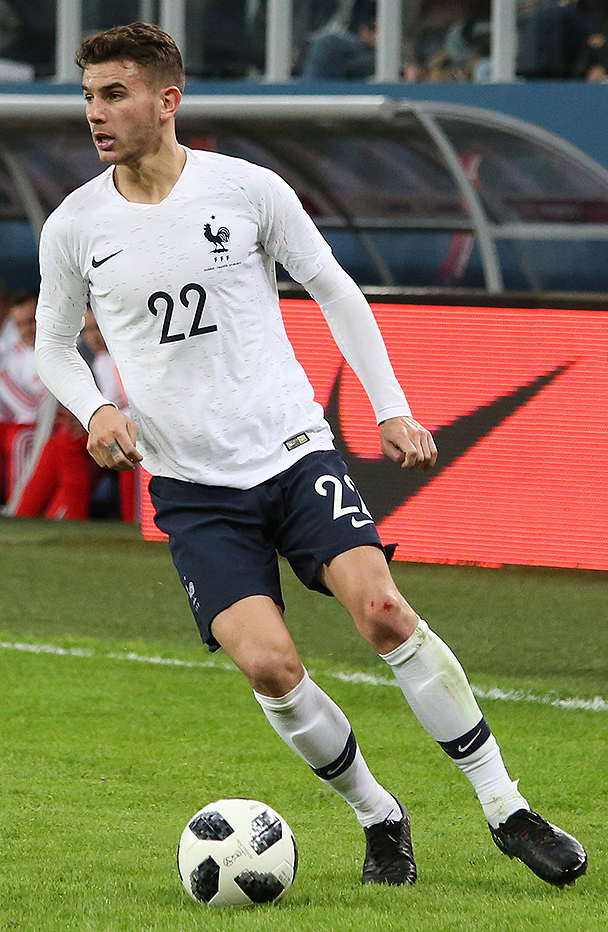
Lucas Hernandez sous le maillot de l'équipe de France en 2018.

Lucas Hernandez compte plusieurs sélections en équipes de France de jeunes. Il joue ainsi une fois avec l'équipe de France des moins de 16 ans, deux fois avec les moins de 18 ans, treize fois dans la catégorie des moins de 19 ans, et trois fois avec les moins de 20 ans.
Il participe avec les moins de 19 ans au championnat d'Europe des moins de 19 ans 2015 organisé en Grèce. La France atteint les demi-finales de la compétition, en étant battu par l'Espagne.
Appelé en mars 2016 avec les espoirs, il ne peut disputer une rencontre en raison d'une blessure au dos. En juin, il renonce à nouveau à participer à un match de l'équipe de France espoirs en raison d'une lombalgie.
En 2017, sollicité pour intégrer la sélection espagnole en jeunes puis en senior et sans nouvelles de l'équipe de France, et alors qu'il déclare se sentir espagnol et mieux parler espagnol que français, il demande en vain la nationalité espagnole, à laquelle il aurait pu prétendre ayant plus de dix ans de résidence. Mais ses démarches n'aboutissent pas, en raison de ses démêlés judiciaires,. 

#### Équipe de France A
Le 15 mars 2018, il est convoqué en équipe de France par Didier Deschamps pour deux matchs amicaux. Il déclare accepter sans hésitation sa convocation, ajoutant « mon pays, c'est la France » et « ce choix est définitif ».
Il entre en jeu pour sa première sélection en cours du match contre la Colombie le 23 mars 2018 (défaite 2-3 de la France) et obtient sa première titularisation en Russie le 27 mars 2018 (victoire (1-3 de la France). Retenu parmi les vingt-trois joueurs français pour la Coupe du monde 2018, il s'impose comme titulaire durant la compétition et se montre décisif face à l'Argentine en 8es de finale avec un centre repris par Benjamin Pavard, qui égalise alors pour les Bleus. Il récidive en finale face à la Croatie, où il délivre une passe décisive à Kylian Mbappé, auteur du quatrième but français. Il est sacré champion du monde à l'issue de ce match.
Il est sélectionné dans la liste des 26 joueurs pour participer à l'Euro 2020 et joue deux rencontres. Contre l'Allemagne, il est impliqué d'un but contre son camp de Mats Hummels sur une victoire de un but à zéro. La France est éliminée par la Suisse aux tirs au but en huitième de finale, où il ne joue pas.
Avec son frère Théo, il est titularisé en octobre 2021 lors d'une victoire trois buts à deux face à la Belgique lors de la phase finale de la Ligue des nations de l'UEFA 2020-2021. C'est la première fois depuis 89 ans (après Lucien et Jean Laurent en 1932), que deux frères disputent une même rencontre sous le maillot de l'équipe de France. Ils remportent ensuite la compétition quelques jours plus tard en s'imposant en finale face à l'Espagne deux buts à un où Théo est titulaire mais Lucas remplaçant.
Lucas Hernandez fait partie, avec son frère Théo, des 26 joueurs de l'équipe de France sélectionnés pour disputer la Coupe du monde 2022 au Qatar. Titulaire au poste d'arrière gauche lors du premier match de la France contre l'Australie, il se blesse au genou droit à la neuvième minute du match et est remplacé par son frère. Atteint d'une rupture du ligament croisé, il est forfait pour l'ensemble de la compétition. Le défenseur de l'équipe de France a été opéré avec succès par le professeur Christian Fink à Innsbruck (Autriche) du genou droit, après sa grave blessure, a annoncé son club le Bayern Munich, dans la nuit du jeudi 24 novembre. Un an et demi après, il est contraint de déclarer forfait pour l'Euro 2024 en raison d'une nouvelle rupture de ligament croisé, cette fois au genou gauche, survenue à l'occasion du match aller de la demi-finale de la Ligue des champions disputé par le Paris Saint-Germain sur le terrain du Borussia Dortmund.
En mai, il fait partie du groupe de 25 joueurs convoqués pour participer à la phase finale de Ligue des nations. Il joue les deux matchs et la France termine troisième.

## Vie privée
Lucas Hernandez a été en couple avec Amelia Ossa Llorente; le 1er août 2018, Amelia donne naissance à un garçon, Martìn et ont un second enfant quelques années plus tard.
Il est en couple avec Victoria Tray depuis 2023 et fiancé depuis Juillet 2024. En février 2025, ils annoncent attendre une petite fille. 

## Affaire judiciaire
Le 3 février 2017, à la suite de coups échangés sous l'emprise de l'alcool, Lucas Hernandez et sa compagne sont condamnés par la justice espagnole à un mois de travaux d'intérêt général et à six mois d'éloignement (500 m minimum l'un de l'autre). Quatre mois plus tard, le couple est arrêté à l'aéroport pour non-respect de l'ordre d'éloignement, et le 24 janvier 2018, le parquet de Madrid requiert contre lui une peine d'un an de prison (équivalent à du sursis). Le 13 octobre 2021, la justice espagnole convoque Hernandez pour ordonner son incarcération dans le cadre de cette affaire, et ce dernier indique vouloir faire appel. Le 21 octobre 2021, la justice espagnole suspend sa peine de prison déclarant « on ne peut pas ignorer que la personne dont il ne pouvait pas s'approcher [son épouse], a consenti à ce rapprochement ». Malgré cette suspension, Lucas Hernandez reste condamné à payer une amende de 96 000 euros, conditionnée à ce qu'il « ne commette pas de nouveau délit » durant une période de quatre ans.

## Style de jeu
Qualifié de « polyvalent », Hernandez commence au niveau professionnel au poste d'arrière gauche bien que son poste de prédilection soit celui de défenseur central. Ses points forts sont son intelligence de jeu, sa combativité et sa rapidité,.

## Statistiques

### En club
| Saison                | Club                  | Championnat           | Championnat | Championnat | Championnat | Coupe(s) nationale(s) | Coupe(s) nationale(s) | Coupe(s) nationale(s) | Supercoupe | Supercoupe | Supercoupe | Compétition(s) continentale(s) | Compétition(s) continentale(s) | Compétition(s) continentale(s) | Compétition(s) continentale(s) | Supercoupe UEFA | Supercoupe UEFA | Supercoupe UEFA | Mondial des clubs | Mondial des clubs | Mondial des clubs | Total | Total | Total |
| Saison                | Club                  | Division              | M.          | B.          | P.d.        | M.                    | B.                    | P.d.                  | M.         | B.         | P.d.       | Comp.                          | M.                             | B.                             | P.d.                           | M.              | B.              | P.d.            | M.                | B.                | P.d.              | M.    | B.    | P.d.  |
| 2014-2015             | Atlético de Madrid    | Liga                  | 1           | 0           | 0           | 3                     | 0                     | 0                     | -          | -          | -          | C1                             | 0                              | 0                              | 0                              | -               | -               | -               | -                 | -                 | -                 | 4     | 0     | 0     |
| 2015-2016             | Atlético de Madrid    | Liga                  | 10          | 0           | 0           | 2                     | 0                     | 0                     | -          | -          | -          | C1                             | 4                              | 0                              | 0                              | -               | -               | -               | -                 | -                 | -                 | 16    | 0     | 0     |
| 2016-2017             | Atlético de Madrid    | Liga                  | 15          | 0           | 0           | 5                     | 0                     | 1                     | -          | -          | -          | C1                             | 4                              | 0                              | 0                              | -               | -               | -               | -                 | -                 | -                 | 24    | 0     | 1     |
| 2017-2018             | Atlético de Madrid    | Liga                  | 27          | 0           | 1           | 6                     | 0                     | 0                     | -          | -          | -          | C1+C3                          | 3+8                            | 0                              | 0+1                            | -               | -               | -               | -                 | -                 | -                 | 44    | 0     | 2     |
| 2018-2019             | Atlético de Madrid    | Liga                  | 14          | 1           | 0           | 2                     | 0                     | 0                     | -          | -          | -          | C1                             | 5                              | 0                              | 0                              | 1               | 0               | 0               | -                 | -                 | -                 | 22    | 1     | 0     |
| Sous-total            | Sous-total            | Sous-total            | 67          | 1           | 1           | 18                    | 0                     | 1                     | -          | -          | -          | -                              | 24                             | 0                              | 1                              | 1               | 0               | 0               | -                 | -                 | -                 | 110   | 1     | 3     |
| 2019-2020             | Bayern Munich         | Bundesliga            | 19          | 0           | 1           | 3                     | 0                     | 0                     | -          | -          | -          | C1                             | 3                              | 0                              | 1                              | -               | -               | -               | -                 | -                 | -                 | 25    | 0     | 2     |
| 2020-2021             | Bayern Munich         | Bundesliga            | 23          | 0           | 2           | 1                     | 0                     | 0                     | 1          | 0          | 0          | C1                             | 10                             | 1                              | 0                              | 1               | 0               | 0               | 1                 | 0                 | 0                 | 37    | 1     | 2     |
| 2021-2022             | Bayern Munich         | Bundesliga            | 25          | 0           | 1           | 1                     | 0                     | 0                     | -          | -          | -          | C1                             | 8                              | 0                              | 0                              | -               | -               | -               | -                 | -                 | -                 | 34    | 0     | 1     |
| 2022-2023             | Bayern Munich         | Bundesliga            | 7           | 0           | 0           | 1                     | 0                     | 0                     | 1          | 0          | 1          | C1                             | 2                              | 1                              | 0                              | -               | -               | -               | -                 | -                 | -                 | 11    | 1     | 1     |
| Sous-total            | Sous-total            | Sous-total            | 74          | 0           | 4           | 6                     | 0                     | 0                     | 2          | 0          | 1          | -                              | 23                             | 2                              | 1                              | 1               | 0               | 0               | 1                 | 0                 | 0                 | 107   | 2     | 6     |
| 2023-2024             | Paris Saint-Germain   | Ligue 1               | 27          | 1           | 1           | 2                     | 0                     | 0                     | 1          | 0          | 0          | C1                             | 11                             | 1                              | 0                              | -               | -               | -               | -                 | -                 | -                 | 41    | 2     | 1     |
| 2024-2025             | Paris Saint-Germain   | Ligue 1               | 16          | 0           | 0           | 4                     | 0                     | 0                     | -          | -          | -          | C1                             | 5                              | 0                              | 0                              | -               | -               | -               | 4                 | 0                 | 0                 | 29    | 0     | 0     |
| 2025-2026             | Paris Saint-Germain   | Ligue 1               | 1           | 0           | 0           | -                     | -                     | -                     | -          | -          | -          | C1                             | -                              | -                              | -                              | -               | -               | -               | -                 | -                 | -                 | 1     | 0     | 0     |
| Sous-total            | Sous-total            | Sous-total            | 44          | 1           | 1           | 6                     | 0                     | 0                     | 1          | 0          | 0          | -                              | 16                             | 1                              | 0                              | -               | -               | -               | 4                 | 0                 | 0                 | 71    | 2     | 1     |
| Total sur la carrière | Total sur la carrière | Total sur la carrière | 185         | 2           | 6           | 30                    | 0                     | 1                     | 3          | 0          | 1          | -                              | 63                             | 3                              | 2                              | 2               | 0               | 0               | 5                 | 0                 | 0                 | 288   | 5     | 10    |

## En sélection nationale
| Saison                | Sélection             | Phases finales              | Phases finales | Phases finales | Phases finales | Éliminatoires | Éliminatoires | Éliminatoires | Matchs amicaux | Matchs amicaux | Matchs amicaux | Total | Total | Total |
| Saison                | Sélection             | Compétition                 | M              | B              | Pd             | M             | B             | Pd            | M              | B              | Pd             | M     | B     | Pd    |
| --------------------- | --------------------- | --------------------------- | -------------- | -------------- | -------------- | ------------- | ------------- | ------------- | -------------- | -------------- | -------------- | ----- | ----- | ----- |
| 2017-2018             | France                | Coupe du monde 2018         | 7              | 0              | 2              | -             | -             | -             | 5              | 0              | 0              | 12    | 0     | 2     |
| 2018-2019             | France                | -                           | -              | -              | -              | 3             | 0             | 1             | -              | -              | -              | 3     | 0     | 1     |
| 2019-2020             | France                | -                           | -              | -              | -              | 2             | 0             | 1             | -              | -              | -              | 2     | 0     | 1     |
| 2020-2021             | France                | Euro 2020                   | 2              | 0              | 0              | 7             | 0             | 0             | 2              | 0              | 0              | 11    | 0     | 0     |
| 2021-2022             | France                | Ligue des nations 2020-2021 | 1              | 0              | 0              | 2             | 0             | 0             | 1              | 0              | 0              | 4     | 0     | 0     |
| 2022-2023             | France                | Coupe du monde 2022         | 1              | 0              | 0              | -             | -             | -             | -              | -              | -              | 1     | 0     | 0     |
| 2023-2024             | France                | -                           | -              | -              | -              | 2             | 0             | 0             | 2              | 0              | 0              | 4     | 0     | 0     |
| 2024-2025             | France                | Ligue des nations 2024-2025 | 2              | 0              | 0              | -             | -             | -             | -              | -              | -              | 2     | 0     | 0     |
| Total sur la carrière | Total sur la carrière | Total sur la carrière       | 13             | 0              | 2              | 16            | 0             | 2             | 10             | 0              | 0              | 39    | 0     | 4     |

### Liste des matchs internationaux
| Matchs internationaux de Lucas Hernandez | Matchs internationaux de Lucas Hernandez | Matchs internationaux de Lucas Hernandez              | Matchs internationaux de Lucas Hernandez | Matchs internationaux de Lucas Hernandez | Matchs internationaux de Lucas Hernandez       | Matchs internationaux de Lucas Hernandez                           |
|                                          | Date                                     | Lieu                                                  | Adversaire                               | Résultat                                 | Compétition                                    | Notes                                                              |
| ---------------------------------------- | ---------------------------------------- | ----------------------------------------------------- | ---------------------------------------- | ---------------------------------------- | ---------------------------------------------- | ------------------------------------------------------------------ |
| 1.                                       | 23 mars 2018                             | Stade de France, Saint-Denis, France                  | Colombie                                 | 2 - 3                                    | Match amical                                   | Entre en jeu à la place de Lucas Digne à la 76e minute de jeu.     |
| 2.                                       | 27 mars 2018                             | Stade de Saint-Pétersbourg, Saint-Pétersbourg, Russie | Russie                                   | 3 - 1                                    | Match amical                                   | Titulaire.                                                         |
| 3.                                       | 28 mai 2018                              | Stade de France, Saint-Denis, France                  | République d'Irlande                     | 2 - 0                                    | Match amical                                   | Entre en jeu à la place de Benjamin Mendy à la 63e minute de jeu.  |
| 4.                                       | 1er juin 2018                            | Allianz Riviera, Nice, France                         | Italie                                   | 3 - 1                                    | Match amical                                   | Titulaire et remplacé à la 62e minute de jeu par Benjamin Mendy.   |
| 5.                                       | 9 juin 2018                              | Parc Olympique lyonnais, Décines-Charpieu, France     | États-Unis                               | 1 - 1                                    | Match amical                                   | Entre en jeu à la place de Benjamin Mendy à la 66e minute de jeu.  |
| 6.                                       | 16 juin 2018                             | Kazan Arena, Kazan, Russie                            | Australie                                | 2 - 1                                    | Coupe du monde 2018                            | Titulaire.                                                         |
| 7.                                       | 21 juin 2018                             | Iekaterinbourg Arena, Iekaterinbourg, Russie          | Pérou                                    | 1 - 0                                    | Coupe du monde 2018                            | Titulaire.                                                         |
| 8.                                       | 26 juin 2018                             | Stade Loujniki, Moscou, Russie                        | Danemark                                 | 0 - 0                                    | Coupe du monde 2018                            | Titulaire et remplacé à la 50e minute de jeu par Benjamin Mendy.   |
| 9.                                       | 30 juin 2018                             | Kazan Arena, Kazan, Russie                            | Argentine                                | 4 - 3                                    | Coupe du monde 2018                            | Titulaire.                                                         |
| 10.                                      | 6 juillet 2018                           | Stade de Nijni Novgorod, Nijni Novgorod, Russie       | Uruguay                                  | 2 - 0                                    | Coupe du monde 2018                            | Titulaire.                                                         |
| 11.                                      | 10 juillet 2018                          | Stade de Saint-Pétersbourg, Saint-Pétersbourg, Russie | Belgique                                 | 1 - 0                                    | Coupe du monde 2018                            | Titulaire.                                                         |
| 12.                                      | 15 juillet 2018                          | Stade Loujniki, Moscou, Russie                        | Croatie                                  | 4 - 2                                    | Coupe du monde 2018                            | Titulaire.                                                         |
| 13.                                      | 6 septembre 2018                         | Allianz Arena, Munich, Allemagne                      | Allemagne                                | 0 - 0                                    | Ligue des nations 2018-2019                    | Titulaire.                                                         |
| 14.                                      | 9 septembre 2018                         | Stade de France, Saint-Denis, France                  | Pays-Bas                                 | 2 - 1                                    | Ligue des nations 2018-2019                    | Titulaire et remplacé à la 62e minute de jeu par Benjamin Mendy.   |
| 15.                                      | 16 octobre 2018                          | Stade de France, Saint-Denis, France                  | Allemagne                                | 2 - 1                                    | Ligue des nations 2018-2019                    | Titulaire.                                                         |
| 16.                                      | 7 septembre 2019                         | Stade de France, Saint-Denis, France                  | Albanie                                  | 4 - 1                                    | Éliminatoires de l'Euro 2020                   | Titulaire et remplacé à la 80e minute de jeu par Lucas Digne.      |
| 17.                                      | 14 octobre 2019                          | Stade de France, Saint-Denis, France                  | Turquie                                  | 1 - 1                                    | Éliminatoires de l'Euro 2020                   | Titulaire.                                                         |
| 18.                                      | 8 septembre 2020                         | Stade de France, Saint-Denis, France                  | Croatie                                  | 4 - 2                                    | Ligue des nations 2020-2021                    | Titulaire.                                                         |
| 19.                                      | 11 octobre 2020                          | Stade de France, Saint-Denis, France                  | Portugal                                 | 0 - 0                                    | Ligue des nations 2020-2021                    | Titulaire.                                                         |
| 20.                                      | 14 octobre 2020                          | Stade Maksimir, Zagreb, Croatie                       | Croatie                                  | 1 - 2                                    | Ligue des nations 2020-2021                    | Entre en jeu à la place de Lucas Digne à la 82e minute de jeu.     |
| 21.                                      | 14 novembre 2020                         | Estádio da Luz, Lisbonne, Portugal                    | Portugal                                 | 0 - 1                                    | Ligue des nations 2020-2021                    | Titulaire.                                                         |
| 22.                                      | 17 novembre 2020                         | Stade de France, Saint-Denis, France                  | Suède                                    | 4 - 2                                    | Ligue des nations 2020-2021                    | Titulaire et remplacé à la 46e minute de jeu par Lucas Digne.      |
| 23.                                      | 24 mars 2021                             | Stade de France, Saint-Denis, France                  | Ukraine                                  | 1 - 1                                    | Éliminatoires de la Coupe du monde 2022        | Titulaire.                                                         |
| 24.                                      | 31 mars 2021                             | Stade Grbavica, Sarajevo, Bosnie-Herzégovine          | Bosnie-Herzégovine                       | 0 - 1                                    | Éliminatoires de la Coupe du monde 2022        | Titulaire.                                                         |
| 25.                                      | 2 juin 2021                              | Allianz Riviera, Nice, France                         | Pays de Galles                           | 3 - 0                                    | Match amical                                   | Titulaire et remplacé à la 46e minute de jeu par Lucas Digne.      |
| 26.                                      | 8 juin 2021                              | Stade de France, Saint-Denis, France                  | Bulgarie                                 | 3 - 0                                    | Match amical                                   | Titulaire et remplacé à la 46e minute de jeu par Lucas Digne.      |
| 27.                                      | 15 juin 2021                             | Allianz Arena, Munich, Allemagne                      | Allemagne                                | 1 - 0                                    | Euro 2020                                      | Titulaire.                                                         |
| 28.                                      | 23 juin 2021                             | Stade Ferenc-Puskás, Budapest, Hongrie                | Portugal                                 | 2 - 2                                    | Euro 2020                                      | Titulaire et remplacé à la 46e minute de jeu par Lucas Digne.      |
| 29.                                      | 7 octobre 2021                           | Juventus Stadium, Turin, Italie                       | Belgique                                 | 2 - 3                                    | Phase finale de la Ligue des nations 2020-2021 | Titulaire.                                                         |
| 30.                                      | 13 novembre 2021                         | Parc des Princes, Paris, France                       | Kazakhstan                               | 8 - 0                                    | Éliminatoires de la Coupe du monde 2022        | Titulaire et remplacé à la 80e minute de jeu par Clément Lenglet.  |
| 31.                                      | 25 mars 2022                             | Stade Vélodrome, Marseille, France                    | Côte d'Ivoire                            | 2 - 1                                    | Match amical                                   | Titulaire.                                                         |
| 32.                                      | 3 juin 2022                              | Stade de France, Saint-Denis, France                  | Danemark                                 | 1 - 2                                    | Ligue des nations 2022-2023                    | Titulaire.                                                         |
| 33.                                      | 22 novembre 2022                         | Stade Al-Janoub, Al Wakrah, Qatar                     | Australie                                | 4 - 1                                    | Coupe du monde 2022                            | Titulaire et remplacé à la 13e minute de jeu par Théo Hernandez.   |
| 34.                                      | 7 septembre 2023                         | Parc des Princes, Paris, France                       | République d'Irlande                     | 2 - 0                                    | Éliminatoires de l'Euro 2024                   | Titulaire et remplacé à la 73e minute de jeu par William Saliba.   |
| 35.                                      | 13 octobre 2023                          | Johan Cruyff Arena, Amsterdam, Pays-Bas               | Pays-Bas                                 | 1 - 2                                    | Éliminatoires de l'Euro 2024                   | Titulaire.                                                         |
| 36.                                      | 21 novembre 2023                         | Stade Agiá Sofiá, Athènes, Grèce                      | Grèce                                    | 2 - 2                                    | Éliminatoires de l'Euro 2024                   | Titulaire et remplacé par à la 85e minute de jeu par Axel Disasi.  |
| 37.                                      | 23 mars 2024                             | Parc Olympique lyonnais, Décines-Charpieu, France     | Allemagne                                | 0 - 2                                    | Match amical                                   | Titulaire et remplacé à la 61e minute de jeu par Théo Hernandez.   |
| 38.                                      | 5 juin 2025                              | MHPArena, Stuttgart, Allemagne                        | Espagne                                  | 5 - 4                                    | Ligue des nations 2024-2025                    | Entre en jeu à la place de Clément Lenglet à la 72e minute de jeu. |
| 39.                                      | 8 juin 2025                              | MHPArena, Stuttgart, Allemagne                        | Allemagne                                | 0 - 2                                    | Ligue des nations 2024-2025                    | Titulaire.                                                         |

## Palmarès

### En club
Avec l'Atlético de Madrid, Lucas Hernandez remporte la Ligue Europa et de la Supercoupe d'Europe en 2018, après avoir atteint la finale de la Ligue des champions deux ans plus tôt.
Avec le Bayern Munich, il remporte six titres en 2020 : Championnat d'Allemagne, Coupe d'Allemagne, Ligue des champions, Supercoupe d'Europe, Supercoupe d'Allemagne et la Coupe du monde des clubs. Il remporte également le championnat d'Allemagne en 2021, 2022 et 2023 ainsi que la Supercoupe d'Allemagne 2022.
Avec le Paris Saint-Germain, Hernandez est vainqueur du Trophée des champions 2023 avant d'être sacré champion de France en 2024 puis en 2025. En 2025, il remporte également la Coupe de France ainsi que la Ligue des champions et est finaliste de la Coupe du monde des clubs, bien que suspendu pour la finale de la compétition. Il remporte également le Trophée des champions 2024 ainsi que la Supercoupe de l'UEFA 2025, sans toutefois entrer en jeu.
| Atlético Madrid (2) | Bayern Munich (10) | Paris Saint-Germain (7) |
| --- | --- | --- |
| - Championnat d'Espagne : - Vice-Champion : 2018 et 2019 - Ligue des Champions : - Finaliste : 2016 - Ligue Europa (1) : - Vainqueur : 2018 - Supercoupe de l'UEFA (1) : - Vainqueur : 2018 | - Championnat d'Allemagne (4) : - Champion : 2020, 2021, 2022 et 2023 - Coupe d'Allemagne (1) : - Vainqueur : 2020 - Supercoupe d'Allemagne (2) : - Vainqueur : 2020 et 2022 - Ligue des Champions (1) : - Vainqueur : 2020 - Supercoupe de l'UEFA (1) : - Vainqueur : 2020 - Coupe du Monde des Clubs (1) : - Vainqueur : 2020 | - Championnat de France (2) : - Champion : 2024 et 2025 - Coupe de France (1) : - Vainqueur : 2025 - Trophée des Champions (2) : - Vainqueur : 2023 et 2024 - Ligue des Champions (1) : - Vainqueur : 2025 - Supercoupe de l'UEFA (1) : - Vainqueur : 2025 - Coupe du monde des clubs : - Finaliste : 2025 |

### En sélection
Avec l'équipe de France, Lucas Hernandez est champion du monde en 2018, vainqueur de la Ligue des nations en 2021 et finaliste de la Coupe du monde 2022.
| Équipe de France (2) |
| --- |
| - Coupe du monde (1) : - Vainqueur : 2018 - Finaliste : 2022 - Ligue des nations (1) : - Vainqueur : 2021 - Troisième : 2025 |

## Décoration
- Chevalier de la Légion d'honneur. Par décret du Président de la République en date du 31 décembre 2018, tous les membres de l'équipe de France championne du monde 2018 sont promus au grade de Chevalier de la Légion d'honneur[1].